# Никола Мараш
Никола Мараш (Београд, 19. децембар 1995) јесте српски фудбалер који игра на месту одбрамбеног играча. Тренутно наступа за Леванте, на позајмици из Алавеса.

## Клупска каријера

### Рад
Дана 26. маја 2013. године, Мараш је имао сениорски деби за Рад; ушао је у другом полувремену као замена за Уроша Витаса у победи од 3 : 1 над Радничким из Ниша. Први гол је постигао 16. августа 2014. у победи од 2 : 1 над Борцем из Чачка. Током сезоне 2014/15. у Суперлиги Србије био је стандардни члан одбрамбене линије у Раду забележивши притом 23 наступа. Именован је и за капитена, а у следеће две сезоне редовно је играо за клуб. Дана 5. августа 2017. године, Мараш је одиграо своју стоту лигашку утакмицу за Рад (пораз од 1 : 2 од Младости из Лучана).

### Шавес
Дана 31. августа 2017. године, Мараш је прешао у португалски клуб Шавес. Уговор је био потписан на четири године.

### Алмерија
Дана 15. августа 2019. године, Мараш се придружио шпанском клубу Алмерији. Реч је била о једногодишњој позајмици. Следеће године, 22. августа, после добрих игара, потписао је уговор застално.
Дана 31. августа 2021. године, Мараш је прешао у шпански клуб Рајо Ваљекано, такође на позајмицу.

### Алавес
Дана 11. августа 2022. године, Мараш је послат на позајмицу у друголигашки клуб Депортиво Алавес. Дана 26. јуна 2023. године, пошто је клуб обезбедио пласман у Ла лигу, потписао је четворогодишњи уговор с клубом. У фебруару 2024. прослеђен је на позајмицу у друголигаша Леванте до краја такмичарске 2023/24.

## Каријера у репрезентацији
Дана 29. септембра 2016. године, Мараш је одиграо своју прву утакмицу за сениорску репрезентацију Србије. На тој утакмици Србија је играла против Катара и изгубила са 0 : 3. Мараш је одиграо свих деведесет минута. Другу утакмицу за први тим Србије одиграо је 29. јануара 2017. против Сједињених Америчких Држава (0 : 0). Такође је одиграо целу утакмицу.

## Статистика
Ажурирано 26. јуна 2019.
| Клуб                 | Сезона    | Национално првенство | Национално првенство | Национални куп | Национални куп | Лигашки куп | Лигашки куп | Европа  | Европа | Укупно  | Укупно |
| Клуб                 | Сезона    | Наступи              | Голови               | Наступи        | Голови         | Наступи     | Голови      | Наступи | Голови | Наступи | Голови |
| -------------------- | --------- | -------------------- | -------------------- | -------------- | -------------- | ----------- | ----------- | ------- | ------ | ------- | ------ |
| Рад                  | 2012/13.  | 1                    | 0                    | 0              | 0              | —           | —           | —       | —      | 1       | 0      |
| Рад                  | 2013/14.  | 5                    | 0                    | 0              | 0              | —           | —           | —       | —      | 5       | 0      |
| Рад                  | 2014/15.  | 23                   | 1                    | 3              | 0              | —           | —           | —       | —      | 26      | 1      |
| Рад                  | 2015/16.  | 34                   | 4                    | 0              | 0              | —           | —           | —       | —      | 34      | 4      |
| Рад                  | 2016/17.  | 34                   | 2                    | 2              | 0              | —           | —           | —       | —      | 36      | 2      |
| Рад                  | 2017/18.  | 7                    | 0                    | 0              | 0              | —           | —           | —       | —      | 7       | 0      |
| Рад                  | Укупно    | 104                  | 7                    | 5              | 0              | —           | —           | —       | —      | 109     | 7      |
| Шавес                | 2017/18.  | 29                   | 1                    | 2              | 0              | 0           | 0           | —       | —      | 31      | 1      |
| Шавес                | 2018/19.  | 28                   | 4                    | 0              | 0              | 3           | 0           | —       | —      | 31      | 4      |
| Шавес                | Укупно    | 57                   | 5                    | 2              | 0              | 3           | 0           | —       | —      | 62      | 5      |
| Алмерија (позајмица) | 2019/20.  | 15                   | 2                    | 0              | 0              | 0           | 0           | —       | —      | 15      | 2      |
| Свеукупно            | Свеукупно | 176                  | 14                   | 7              | 0              | 3           | 0           | —       | —      | 186     | 14     |